# Eileen Holt
Eileen Hannah Holt Vogt (Buenos Aires, 1931) es una nadadora argentina retirada. Tuvo el récord argentino de los 100 metros estilo libre y participó en los Juegos Olímpicos de Londres 1948, además de obtener medallas en varios Juegos Panamericanos.

## Resultados

### Juegos Panamericanos
- 1951: 2º puesto en 4x100 metros estilo libre (junto a  Ana María Schultz, Cristina Kujath y Emma Gondona)
- 1951: 3º puesto en 200 metros estilo libre
- 1955: 3º puesto en 4x100 metros estilo libre (junto a  Ana María Schultz, Cristina Kujath y Liliana Gonzalías)
- 1955: 3º puesto en 4x100 metros combinados (junto a Beatriz Rohde, Vanna Rocco y Liliana Gonzalías)

### Juegos Olímpicos
En los Juegos Olímpicos de Londres 1948 obtuvo los siguientes resultados:
- 100 metros estilo libre: 5º en la primera serie de la primera ronda con un tiempo de 1:12,0 (22.ª de 34 en la clasificación general)
- 400 metros estilo libre: 8.ª en la segunda serie de semifinales con un tiempo de 5:52,4 (15º de 19 en la clasificación general)
- Relevo 4x100 metros estilo libre:  5.ª en la primera serie de la primera ronda con un tiempo de 4:59,5 (9.ª de 11 en la clasificación general). Corrió junto a Enriqueta Duarte, Liliana Gonzalías y Adriana Camelli.